# Venturia pirina
Venturia pirina és una espècie de fong ascomicot de l'ordre dels pleosporals (Pleosporales). És un fitopatogen de les pereres, causant d'una malaltia anomenada clivellat. Provoca taques brunes i esquerdes en les fruites.
La seva forma conídica anamòrfica rep el nom de Fusicladium pirinum o Fusicladium pyrorum. La malaltia que ocasiona se sembla molt al clivellat de les pomes per Venturia inaequalis.
En el cas de Venturia pirina les ascòspores i els conidis són més grans que les de Venturia inaequalis. Pel que fa a la biologia, el patogen de la pomera passa l'hivern sota la forma sexuada i en canvi la Venturia pirina passa l'hivern ja sia en la forma sexuada (sobre fulles mortes) o l'agàmica (en les lesions de les branques). A l'inici de la primavera, es difon gràcies a les ascòspores i els conidis. Els símptomes del clivellat són més greus en la perera que en la pomera.

## Lluita fitosanitària
Els tractaments amb fungicides s'inicien a partir del període hivernal. Després de la represa vegetativa es fa un tractament abans que la perera floreixi. Es recomana aplicar un primer tractament amb coure i captan o folpet o tiram, i després un segon tractament amb captan, folpet o tiram quan apareixen els pètals.